# 입석형 버스

입석형 버스의 내부(대한민국 경기도)

입석형 버스(立席形 버스)는 일반적인 형태의 버스에서 좌석을 줄여 그 대신 많은 입석 승객을 승차하게 할 수 있도록 만들어진 버스 차량의 일종으로 가장 대중적인 버스이다. 그 특수성 때문에, 주로 장거리보다는 중단거리에 더 많이 활용되며, 대중교통의 수요가 많은 도심지역을 비롯한 주요 거점지역의 시내버스나 농어촌버스 등의 형태로서 많이 운행된다. 대한민국에서는 도시형 버스, (시내)일반 버스라 불린다. 차내 공간이 넓고, 간단한 좌석이 소수 설치되어 있으며, 천장에 안전 손잡이가 부착되어 있다. 중간에 승객의 승하차 목적의 정차가 잦은 점을 감안하여 승차용도의 문과 하차용도의 문을 따로 둔 특징이 있는데 차체 전방쪽의 문이 승차를 담당하고 차체 가운데쪽의 문이 하차를 담당한다. 또한, 굴절버스는 이러한 입석형 버스의 효과를 더욱 향상시켜, 더 많은 입석 승객을 태워 나를 수 있게 한 것이 특징이다. 저상버스도 대체적으로 입석형(도시형) 버스로 운행한다. 일부 지역에서는 회사 재량으로 좌석형 버스에 해당하는 차량을 사용하면서 타 입석형 버스와 같은 요금으로 운영하는 경우도 있다.(KD운송그룹 버스들, 협진여객 50번, 시흥교통 5602번/5604번, 성우운수 900번, 선진상운 388번, 백성운수 70번, 부천버스 88번, 선진버스 90번 등) 서울특별시의 경우에는 공식적으로 '입석형(도시형) 버스'라는 명칭이 없으나, 모든 간선버스와 지선버스가 다른 지역의 입석형 버스와 같은 역할을 수행하고 있으며, 서울특별시 외에도 대부분의 광역시와 창원시 등 일부 시 지역에서도 간선버스와 지선버스가 입석형 버스의 역할을 하고 있다.

## 기준
기준은 버스를 운행하는 국가마다 제각기 다르며, 대한민국에서는 국토해양부령으로 제정된 '자동차안전기준에 관한 규칙' 제28조에서 입석에 관한 규정을 제시하고 있다. 2010년 현재 차실안의 유효높이를 180 cm 이상, 통로의 유효너비를 30 cm 이상으로 하고, 1인당 입석의 면적을 0.14 m² 이상으로 규정하고 있다.

## 서울특별시
간선버스와 지선버스가 이러한 기능을 담당한다.

## 부산광역시
푸른색 도색으로 칠해진 버스가 도시형버스이다.

## 인천광역시
간선버스가 이러한 기능을 담당한다.

## 대구광역시
급행버스를 제외한 모든 시내버스 노선이 도시형버스이다. 예전에는 도시형버스, 좌석버스, 마을버스로 구분되었으나 현재는 개편 후에 도시형버스로 통합되었다. 에메랄드색 도색, 푸른색 도색 차량이다.

## 대전광역시
예전에는 별도의 도시형버스, 좌석버스로 구분되었으나 현재는 개편 후 1000번대버스(1001, 2002번, 일부차량)을 제외한 모든 버스가 도시형으로 통합되어있다. 일부노선에 몇대에서 운행되는 좌석버스도 도시형요금이 나간다.

## 광주광역시
예전에는 별도의 도시형버스, 좌석버스로 구분되었으나 개편 후 좌석02번과 1000번을 제외한 전 노선이 도시형버스로 통합되었다.
1999년 3월 당시 60번이 신설되고 나서 1년 후인 2000년부터 좌석버스 시트를 장착한 차량이 운행하였다. 그 이유는 160번 광신고속 농어촌버스와의 경쟁 때문이다.

## 울산광역시
몬드리안의 도색으로 칠해진 버스가 도시형버스이며, 타 광역시의 간선버스와 유사하다.

## 경기도

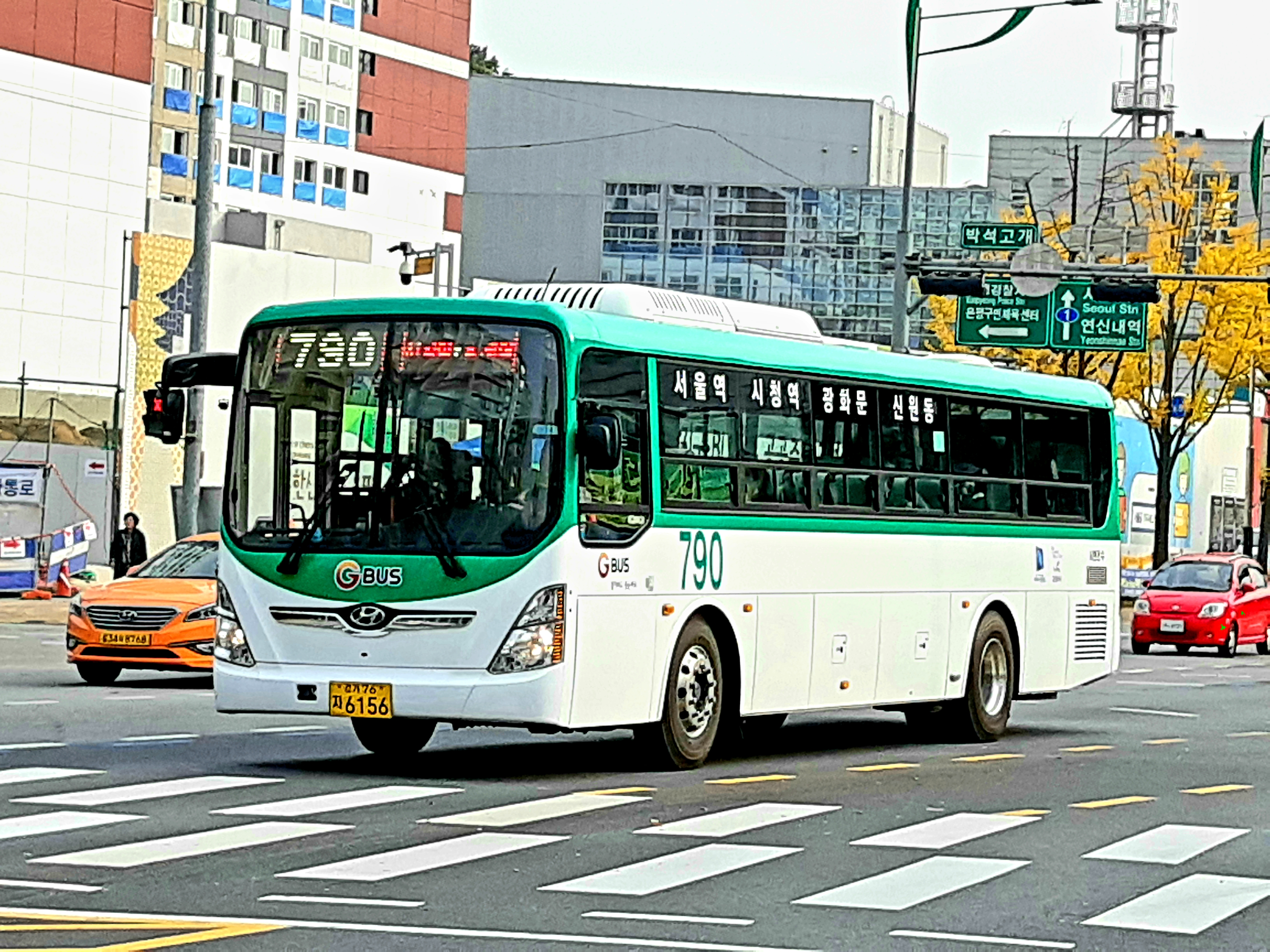
경기도의 도시형버스

청록색 도색으로 칠해진 버스가 도시형버스이다.

## 경상남도

### 창원시
간선버스, 지선버스, 읍면노선버스가 이러한 기능을 담당한다.

## 전라북도

### 전주시
입석형 차량과 좌석형 차량
이 공존한다.

## 전라남도

### 나주시
입석형 차량에 좌석버스 시트를 적용하였다. 주로 지선버스 노선들은 700번만 제외하면 농어촌버스 형태로 운행한다.
운행회사는 나주교통이다.

### 순천시
천연가스버스가 도입되고 나서 입석형 차량에 좌석버스 시트를 적용하였다. 하지만 저상버스는 좌석버스 시트를 적용하지는 않았다.

### 목포시
간선버스, 지선버스, 순환버스가 이러한 기능을 담당한다.

## 같이 보기
- 좌석버스
- 시내버스